# 彼得羅夫斯基空白

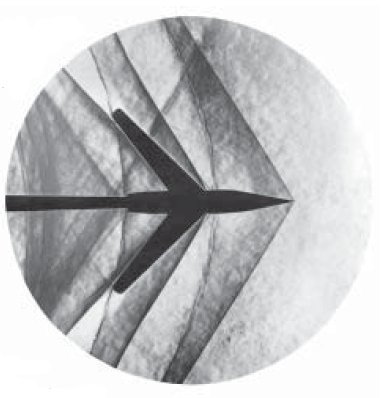
彼得羅夫斯基空白類似超音速物體震波之間的空間

彼得羅夫斯基空白（Petrovsky lacuna）得名自俄羅斯數學家伊萬·格奧爾基耶維奇·彼得羅夫斯基，是一個線性雙曲線偏微分方程中，其基本解為零的區域。
假設L是雙曲線偏微分算子，δ(x)是狄拉克δ函数，基本解F是以下非齊次方程的解
其中F先驗假設是分布。
彼得羅夫斯基空白是由Petrovsky （1945）提出，他找出了此區域存在的拓扑学條件。
彼得羅夫斯基的研究後來已由Atiyah, Bott, and Gårding （1970, 1973）擴展及更新。